# Sant Esteve de Guialbes
Sant Esteve de Guialbes es un pueblo español del municipio de Vilademúls, perteneciente a la provincia de Gerona, en la comunidad autónoma de Cataluña. En 2022, la entidad singular de población tenía empadronados 143 habitantes y el núcleo de población, 92.